# The Change
The Change utkom 2004 och är ett studioalbum av den svenska popsångerskan Marie Fredriksson. The Change var hennes första soloalbum där sångerna är på engelska och inte svenska. Albumet spelades in då Marie Fredriksson var sjukskriven för cancer, vilket präglar materialet på albumet.

## Låtlista
1. The Change - 4:08
2. 2nd Chance - 3.24
3. All You've Gotta Do is Feel - 4.05
4. April Snow - 4:37
5. Love 2 Live - 2.55
6. Mother - 5:11
7. Many Times - 3.56
8. All About You - 3:32
9. The Good Life - 3.58
10. The Bad Moon - 4:56
11. A Table in the Sun - 4:08
12. The Change (orkesterversion) - 4.39

## Listplaceringar
| Lista (2004-2005) | Topplacering |
| ----------------- | ------------ |
| Sverige           | 1            |